# Crissolo
Crissolo (Crisseul in piemontese, Criçòl in occitano) è un comune italiano di 144 abitanti della provincia di Cuneo in Piemonte, dove si trovano il Monviso e la sorgente del fiume Po.

## Geografia fisica

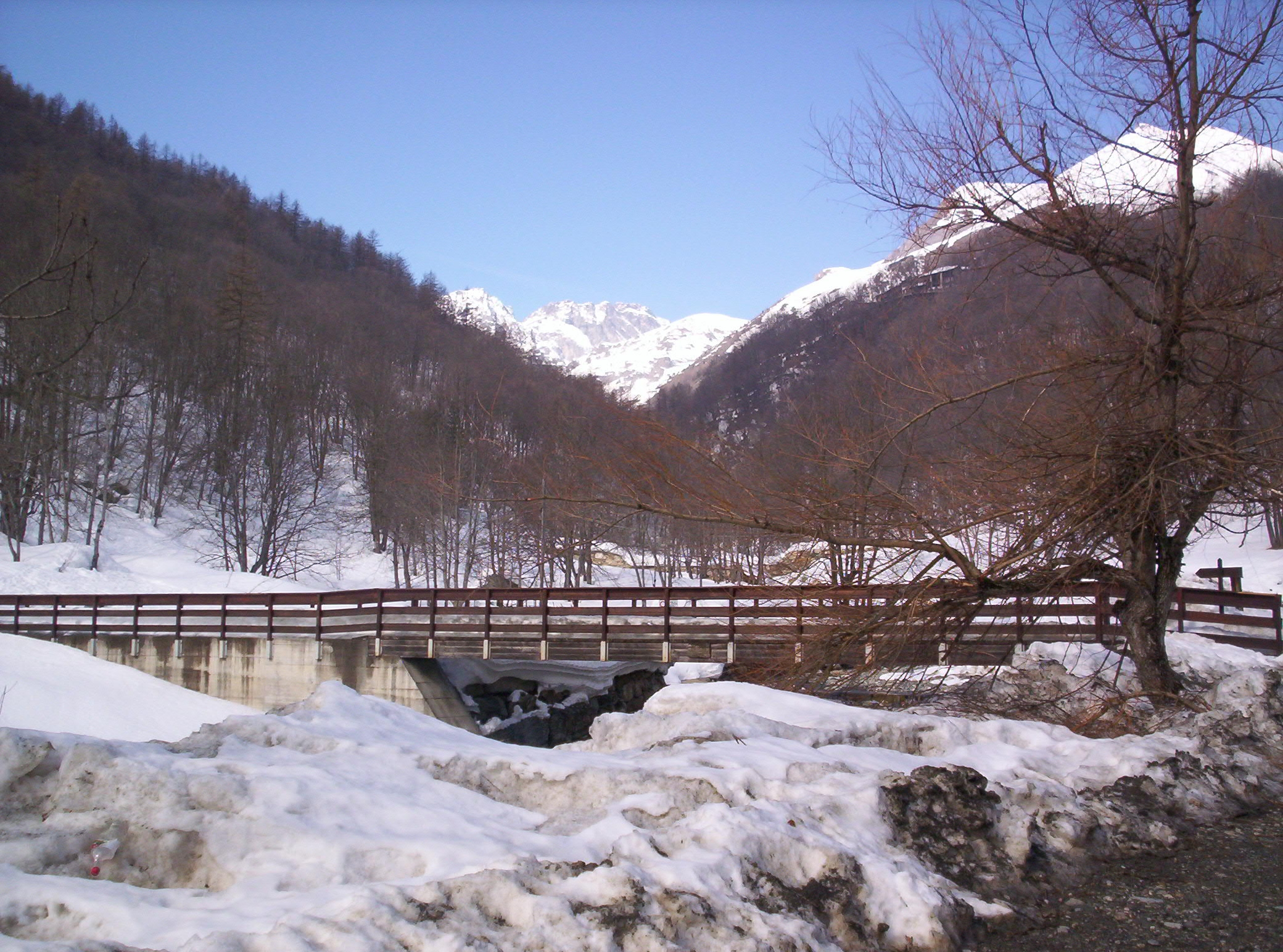
Panorama di Crissolo

Il comune di Crissolo si trova alla testata della valle Po. Il centro, in frazione Villa, è a una quota di 1333 m s.l.m.; tutto il territorio ha una quota variabile tra un minimo di 1100 m s.l.m. ad un massimo di 3841 m s.l.m., corrispondente alla vetta del Monviso (punto di unione dei comuni di Crissolo, Oncino e Pontechianale).. Il territorio si estende su entrambi i versanti della valle che, nella parte bassa diventa molto stretta, quasi una gola. Un primo allargamento si ha in corrispondenza di Villa.

### Pian della Regina (1714 m s.l.m.)
Salendo per la piccola Strada Provinciale 234 verso est, a partire da frazione Serre Uberto, la valle di Po diventa nuovamente stretta, fino a giungere al primo pianoro, il Pian Melzé (nome occitano che significa bosco di larici, dall'occitano melzé = larice), ma più noto come Pian della Regina, nome che fu attribuito quando fu dato il nome al Pian del Re nel XVI secolo, per non far torto alla regina consorte Claudia di Francia. Il toponimo tuttavia, non è da confondersi con l'omonima località presso Saviore dell'Adamello, località montana in provincia di Brescia.

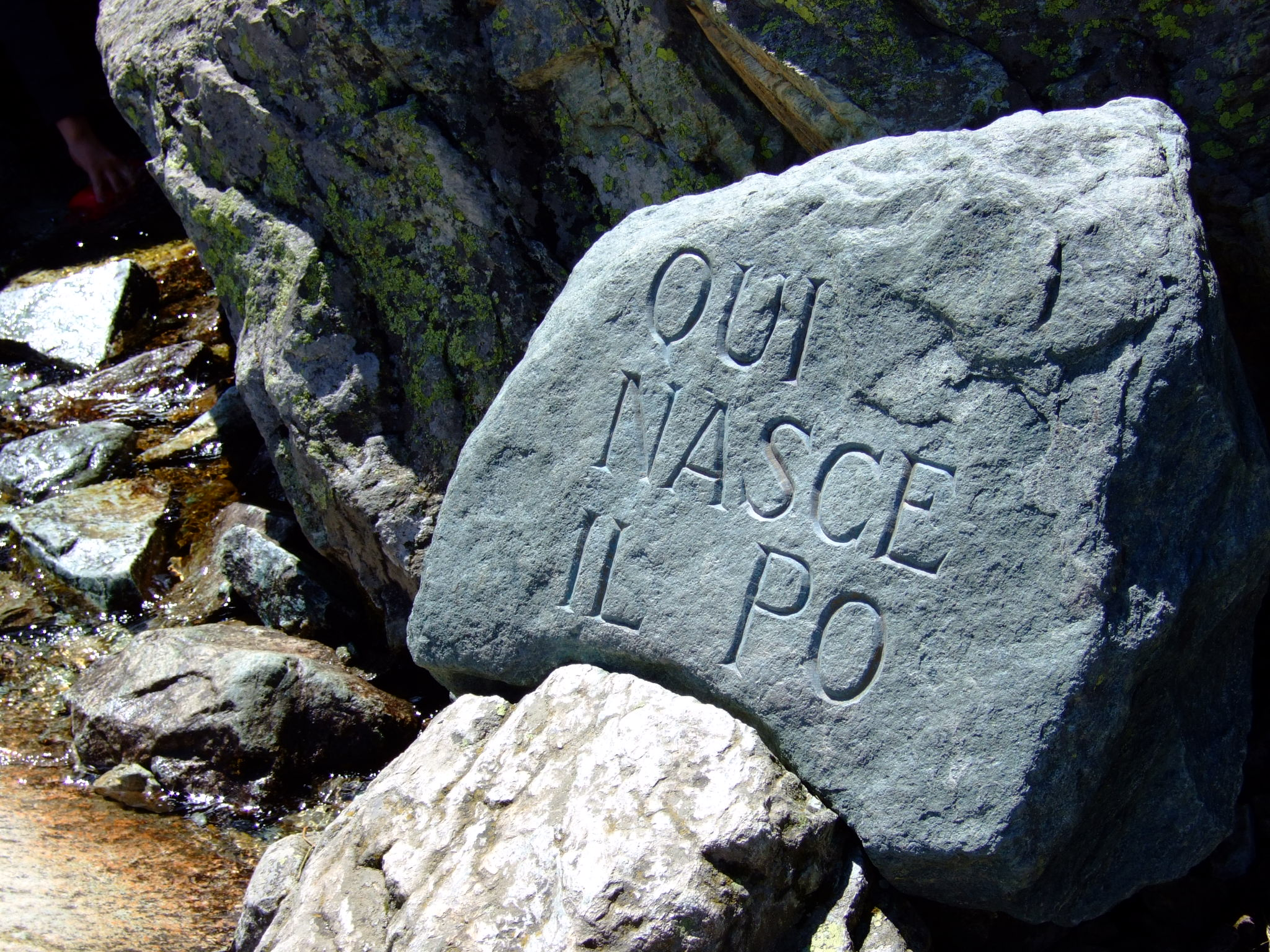
Stele indicante la sorgente del Po.

### Pian del Re (2020 m s.l.m.)
Il fondovalle Po prosegue in leggera salita fino al Pianoro Fiorenza, mentre l'ultimo tratto di 3 km a tornanti della Strada Provinciale 234, a volte interrotto per frane, smottamenti, neve, eccessivi turisti, sale fino a 2020 metri, fino al noto Pian del Re, dove sgorga, tra le rocce, l'acqua del fiume Po; pare che il nome fu dato nel XVI secolo per via del Re di Francia Francesco I di Valois, che aveva qui i suoi avamposti contro il Ducato di Savoia.

### Pian dar Moine (2620ms.l.m.)
In occitano, Piano del monaco, da cui si può raggiungere la val Pellice attraverso il colle dar Moine. Più a monte, vi è ancora il pian del Mait, che conduce alla testata della valle. Il termine mait in occitano significa madia, e si riferisce alla forma piana e regolare della zona..
In destra orografica, si sviluppano le strutture delle falde del Monviso. Dal pian del Re si può salire ai laghi del Viso (Lago Fiorenza, lago Superiore di Viso, lago Lausetto, Lago Chiaretto) e da qui al colle dei Viso ed al Lago Grande di Viso, che giace sul confine con il comune di Oncino. A monte del Pian del Re si stacca, sempre in destra orografica, il coulour del Porco, che conduce alla cresta nord del gruppo del Monviso.. In sinistra orografica si staccano diversi valloni e pianori, che portano alla cresta spartiacque con la val Pellice; tra di essi, da monte, pian dar Moine, combal del Rio, vallone Arpetto, vallone Escognere, vallone del Tossiet..
Crissolo confina con tre vallate: la valle Varaita e la francese valle del Guil a sud, e la val Pellice ad ovest e a nord. Il confine tra le diverse valli corre sulla cresta spartiacque. Dalla vetta del Monviso si diparte il confine con la valle Varaita, che passa per il Visolotto e la Punta Gastaldi, arrivando al punto in cui si incontrano le tre valli. Da qui la cresta procede verso nord passando per punta Roma, punta Udine, punta Venezia, rocce Fourioun ed il colle delle Traversette fino al monte Granero. Qui il confine comunale volge a nord-est, lasciando il confine con la Francia e seguendo la cresta divisoria con la val Pellice; si incontra subito il monte Meidassa, per poi proseguire verso est verso il colle dar Moine, le rocce Founs, il colle della Gianna e la punta Sea Bianca. Da qui la cresta riprende una direzione nord-est passando dal colle Sea Bianca, fino al bric Piatta Soglia, dove piega di nuovo decisamente ad est per raggiungere il colle Frioland, poi di nuovo a nord-est fino al monte Friolànd. Qui la cresta piega decisamente a sud-est, fino al colle delle Porte, punto di unione tra i comuni di Crissolo, Oncino e Bagnolo Piemonte. Il confine comunale si dirige qui direttamente verso sud, fino al fondovalle, da dove riparte in direzione sud-ovest, seguendo lo spartiacque della costa del Vallone, fino al lago grande di Viso; da qui il confine risale lungo la cresta est del Monviso fino alla sua vetta.
Nel territorio comunale si trova anche la grotta di Rio Martino con uno sviluppo di 3100 metri. L'ingresso principale, corrispondente all'apertura di uscita delle acque, si trova a circa 30-45 minuti di cammino dalla frazione Serre, in destra orografica. La grotta si sviluppa con andamento suborizzontale fino ad un ampio salone nel quale cade una cascata di circa 55 m di altezza, che si può risalire per un percorso che si sviluppa intorno al pozzo che la contiene. Dalla sommità della cascata la grotta si sviluppa di nuovo con andamento suborizzontale. Il percorso fino alla cascata, parzialmente attrezzato già da inizio XX secolo, è visitabile senza necessità di particolari attrezzature, fatto salvo un abbigliamento adeguato ad un ambiente freddo ed umido, ed un'adeguata illuminazione. La parte superiore invece è accessibile solo agli speleologi.

## Storia
I primi insediamenti umani risalirebbero al IX secolo a.C., come dimostrato da alcuni ritrovamenti archeologici. Sul toponimo, ci sono varie ipotesi: potrebbe derivare dal dialettale creus = "sito incavato", dal latino christianorum solum = "suolo di cristiani", dal greco crisos, indicando l'antica presenza di vene aurifere, ma la più accreditata è dal latino cruceolum, a indicare la forma a croce di tutta l'estesa zona montana; già dal XIV secolo circa esistono le varianti quali Cruzolis, Crossolis, Crosolios.
Popolato principalmente dagli occitani delle Alpi Cozie fino al III secolo circa, il sito fu gradualmente cristianizzato, dai longobardi di Ariperto II nell'VIII secolo, che contribuì a diffondere il culto di san Chiaffredo.
In seguito il territorio di Crissolo venne affidato ai monaci cistercensi a partire dall'XI-XII secolo, legandolo all'allora monastero (poi elevato ad Abbazia) a Staffarda di Revello, quindi dal Marchesato di Saluzzo, che assoggettò completamente il paese di Crissolo nel 1215, con Manfredo II.
Questo portò a consolidare il paese come via strategica economica e politica per i commerci oltre-Monviso, sul percorso dell'antica via del sale tra il Saluzzo prima, il Ducato di Savoia poi, con il regno di Francia; anche il Ducato di Savoia elesse San Chiaffredo come patrono protettore della zona, da come si evince dall'affresco che Cleto Gibello dedicò dietro l'altare del Santuario nel 1926, quindi restaurato da Adolfo Dutto nel 1998, con una Natività circondata dagli stendardi sabaudi. In particolare, nel lontano 1478 fu scavato il noto buco di Viso, un piccolo tunnel tra la valle Po e la valle del Guil che, permettendo di evitare il pericoloso colle delle Traversette, facilitò, di fatto, le comunicazioni oltrealpe..
Alla fine dell'Ottocento e l'inizio del Novecento diversi abitanti di Crissolo sono emigrate verso la Francia, come a Marsiglia. 
Crissolo cominciò ad essere interessato dal turismo escursionistico nella seconda metà del XIX secolo, dopo che la prima ascesa al Monviso da parte di William Mathews cominciò ad attrarre gli alpinisti in zona.
 A partire dagli anni cinquanta del XX secolo l'offerta turistica cominciò a differenziarsi, con la costruzione di una seggiovia e di alcuni impianti di risalita per la pratica dello sci.

### Simboli
Nello stemma adottato dal comune, anche se privo di formale decreto di concessione, è raffigurata una torre d'argento in campo rosso, fondata su un colle di verde e sormontata da
una spada posta in fascia, con la punta verso destra. Il gonfalone è un drappo di azzurro.

## Monumenti e luoghi d'interesse

### Santuario di San Chiaffredo

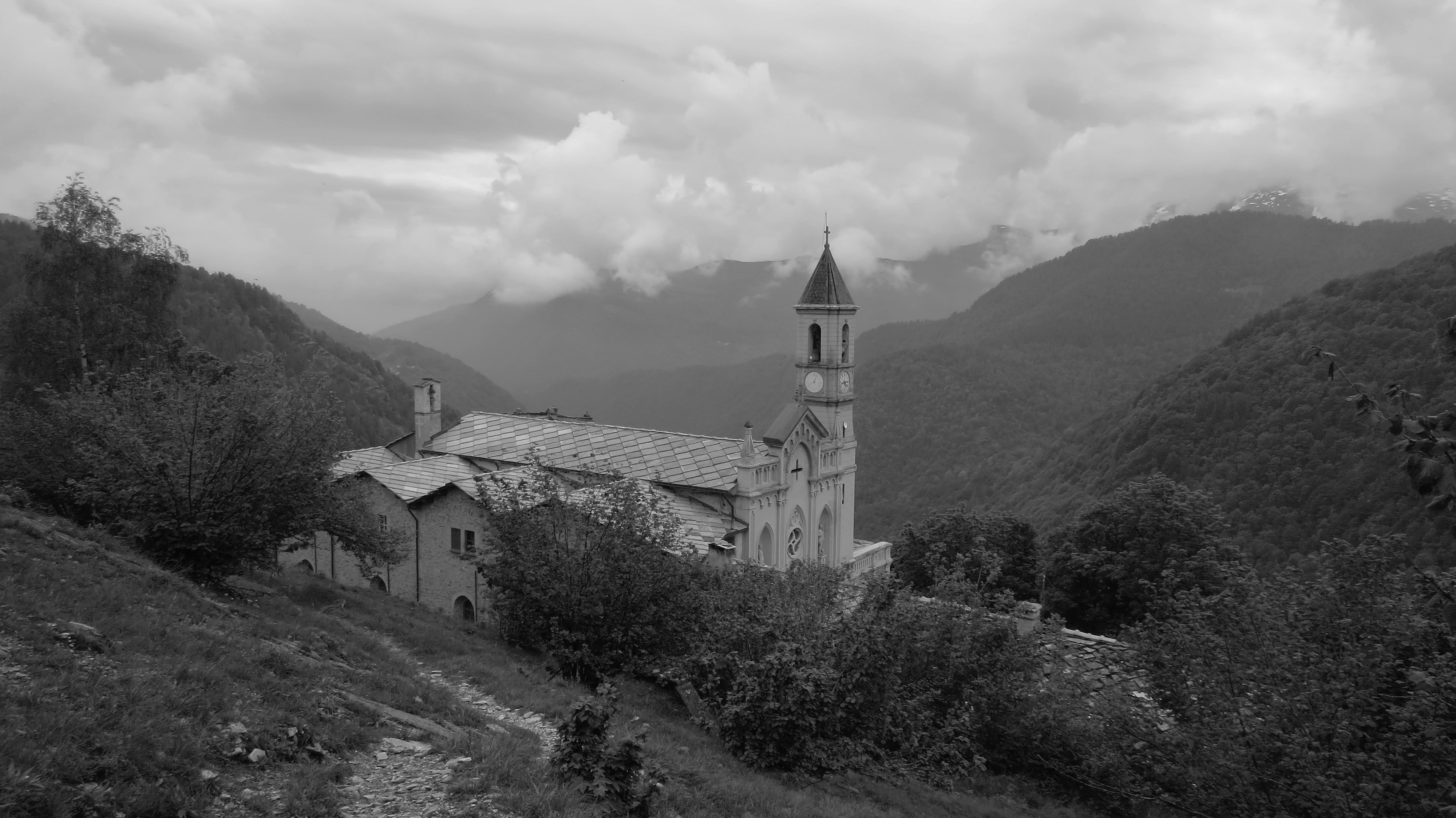
Il santuario dall'alto

Salendo per la Strada Provinciale 234, dopo circa un chilometro si giunge al Santuario Diocesano di San Chiaffredo. Edificio religioso del 1440, fu eretto per volere di Ludovico I, marchese di Saluzzo, sui resti di un preesistente pilone votivo e di una chiesetta dedicati a san Chiaffredo, soldato della legione tebana, che fu martirizzato ad Agauno in Svizzera (III secolo); sono qui conservate alcune sue reliquie, secondo leggende risalenti al VI secolo circa, che lo facevano soldato di guarnigione proprio a Crissolo; parecchi altri resti del santo comunque, sono conservati nel duomo di Saluzzo (città di cui è patrono).

Altri rimaneggiamenti artistici del santuario furono eseguiti sempre in stile romanico-gotico, nel XVI secolo (come la navata centrale, opera dell'architetto Francesco Caglia di Milano), quindi ancora ampliamenti del XVIII e ristrutturazioni nel XIX secolo. La facciata attuale è del 1902, in sostituzione della vecchia.

All'interno, molti quadri votivi dedicati al santo, raffigurato in statua al lato dell'altare insieme a san Costanzo, anch'egli soldato martire della legione tebana. Una cappella votiva sulla destra è ancora dedicata a lui.

### Escursionismo
Pian del Re è la località di partenza preferita dagli alpinisti per la salita al Monviso lungo la via normale. È inoltre tappa e punto di partenza del Giro di Viso.
Si sviluppano comunque molti altri percorsi di tipo escursionistico, sia alle falde del Monviso che sul lato opposto della valle. Numerose sono le traversate possibili verso le valli circostanti.
Sul territorio comunale sono presenti alcuni rifugi e bivacchi che servono da base per escursioni in alta montagna e per la salita alla vetta del Monviso. In particolare, vi sono i seguenti rifugi:
- Rifugio Quintino Sella al Monviso presso il lago grande di Viso (2640 m)
- Rifugio Vitale Giacoletti al colle Losas, presso il Coulour del Porco (2741 m)

ed i seguenti bivacchi:
- Bivacco Carlo Villata, alla base del canalone Coolidge (2680 m)
- Bivacco di Punta Venezia, vicino alla vetta della punta omonima (3080 m)

## Società

### Evoluzione demografica
Abitanti censiti

Dal grafico, si nota che nella seconda metà dell'Ottocento il centro fosse molto più abitato di oggi. Ai primi del Novecento vi fu un leggero decremento demografico, ma con un nuovo boom demografico intorno agli anni venti del Novecento. Da allora ci fu una progressiva forte diminuzione degli abitanti, tanto che si è passati dai quasi 1500 del 1921 a circa 200 negli ultimi anni.

## Cultura
Nel comune non sono stanziate attività industriali; l'intera economia è sempre ruotata intorno al turismo montano, accompagnato da una tipica attività agricola di montagna (in particolare, allevamento bovino). Negli ultimi decenni si organizzano anche notti bianche estive e concerti per i turisti.

## Amministrazione

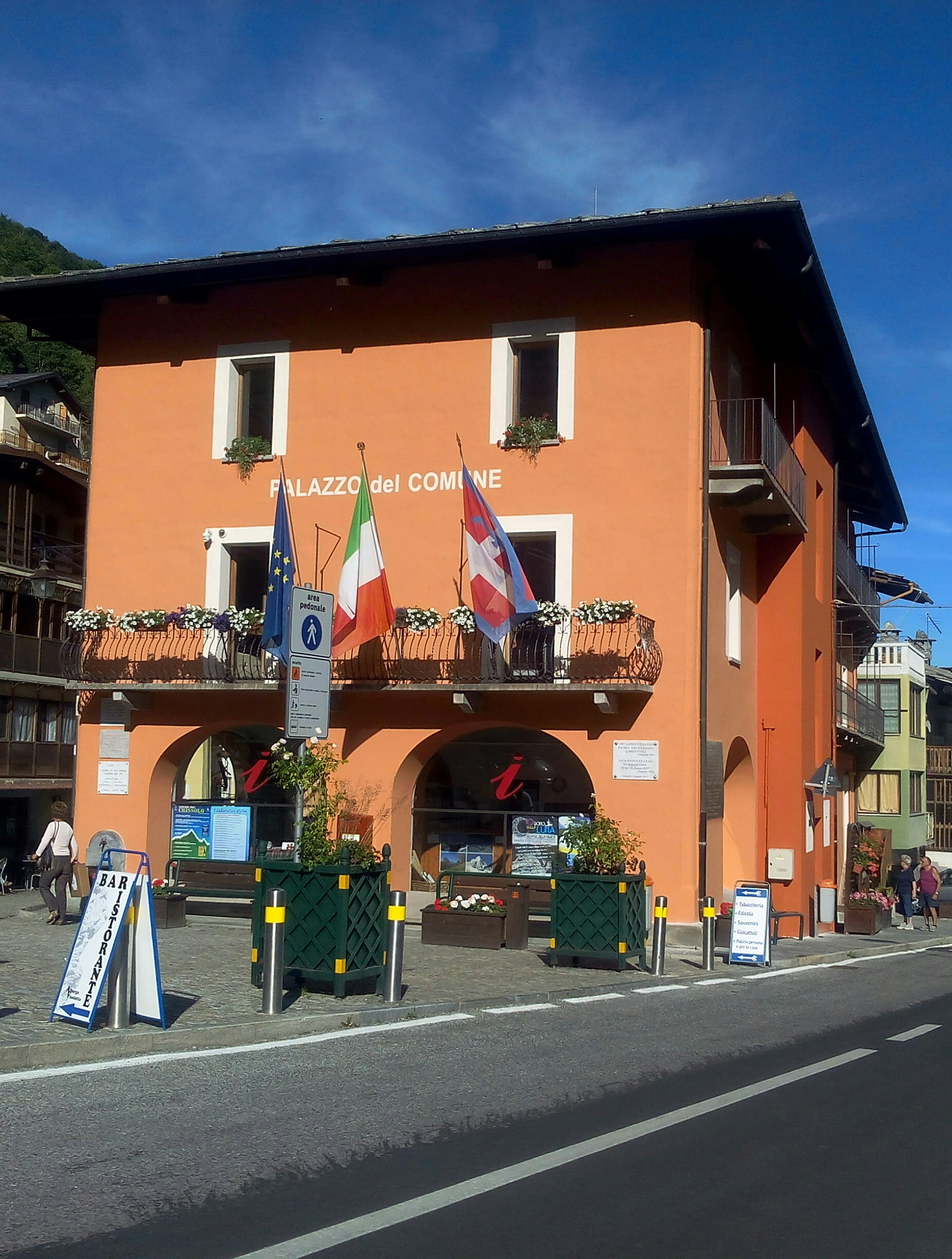
Il municipio

Di seguito è presentata una tabella relativa alle amministrazioni che si sono succedute in questo comune.
Gemellaggi
- Baratier

| Periodo        | Periodo        | Primo cittadino       | Partito                         | Carica  | Note   |
| -------------- | -------------- | --------------------- | ------------------------------- | ------- | ------ |
| 6 luglio 1988  | 7 giugno 1993  | Luca Curti            | -                               | Sindaco | [ 20 ] |
| 7 giugno 1993  | 28 aprile 1997 | Aldo Perotti          |                                 | Sindaco | [ 20 ] |
| 28 aprile 1997 | 14 maggio 2001 | Aldo Perotti          |                                 | Sindaco | [ 20 ] |
| 14 maggio 2001 | 30 maggio 2006 | Pietro Reverdito      | lista civica                    | Sindaco | [ 20 ] |
| 30 maggio 2006 | 16 maggio 2011 | Pietro Reverdito      | lista civica                    | Sindaco | [ 20 ] |
| 16 maggio 2011 | 5 giugno 2016  | Aldo Giovanni Perotti | lista civica: costruire insieme | Sindaco | [ 20 ] |
| 5 giugno 2016  | in carica      | Fabrizio Re           | lista civica: due stelle alpine | Sindaco | [ 20 ] |

### Altre informazioni amministrative
Il comune faceva parte della Comunità montana Valli del Monviso.

## Sport

### Sci
Oltre alla possibilità di praticare lo scialpinismo sui percorsi dell'escursionismo estivo, Crissolo offre anche impianti di risalita per lo sci alpino e piste per lo sci di fondo.

### Ciclismo
Il Pian del Re, nel comune di Crissolo, è stato più volte arrivo di tappa del Giro d'Italia:
- 1991 (7 giugno): 12ª tappa, vinta da Massimiliano Lelli
- 1992 (10 giugno): 17ª tappa, vinta da Marco Giovannetti.

## Galleria d'immagini

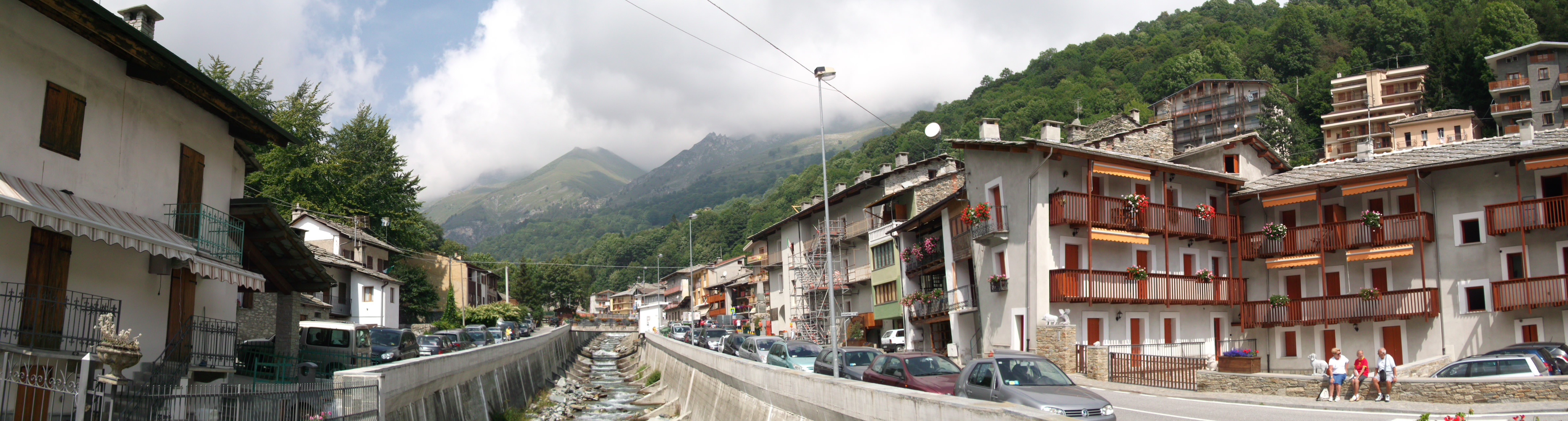
Panorama di Crissolo centro (Villa)